# Bernd Stauss

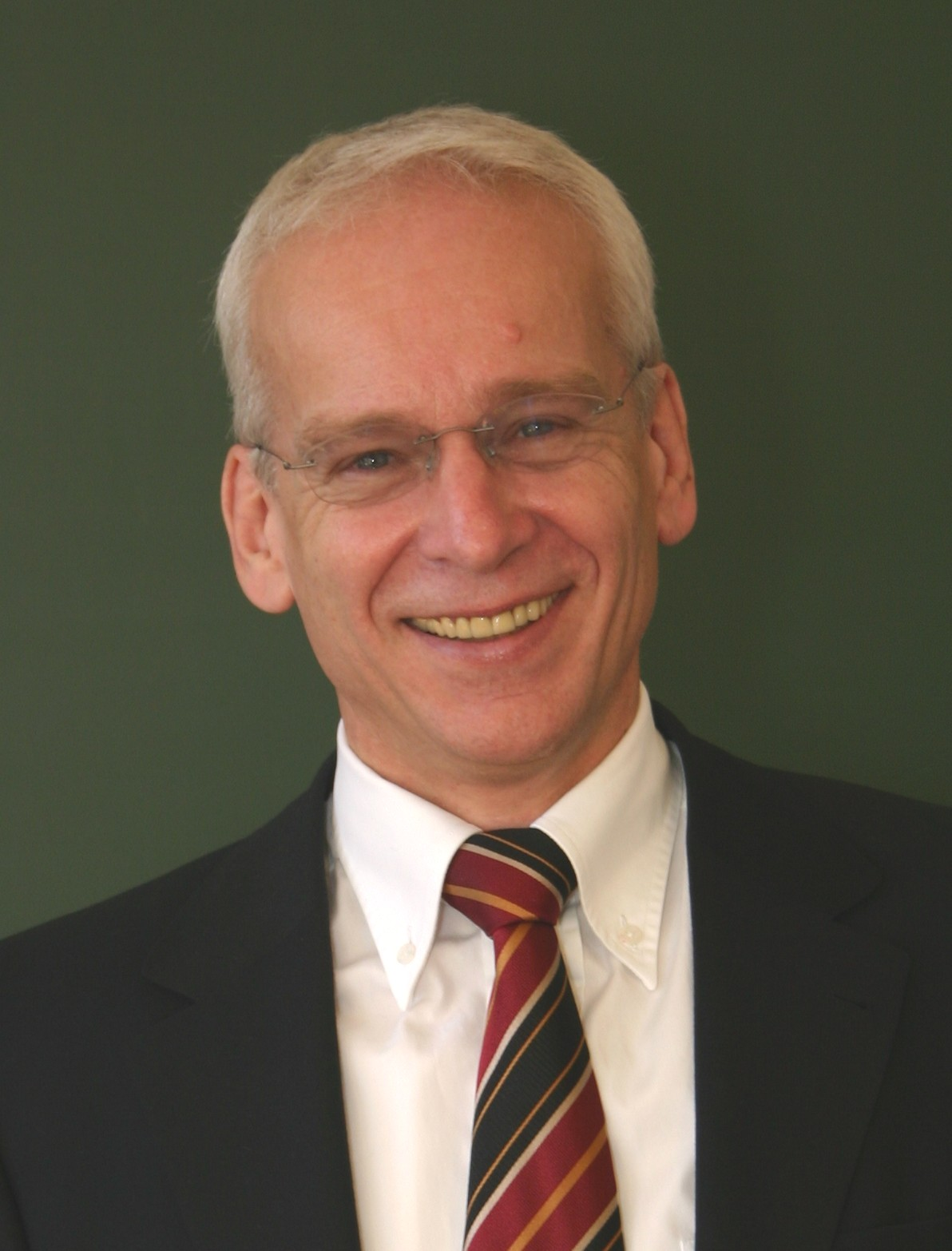
Bernd Stauss

Bernd Stauss (* 20. September 1947 in Hamburg) war Inhaber des Lehrstuhls für Allgemeine Betriebswirtschaftslehre und Dienstleistungsmanagement an der Wirtschaftswissenschaftlichen Fakultät Ingolstadt der Katholischen Universität Eichstätt-Ingolstadt.

## Werdegang
Nach dem Studium der Betriebswirtschaftslehre an der Universität Hamburg und einer wirtschaftspädagogischen Zusatzausbildung war er Wissenschaftlicher Assistent und später Akademischer Rat an der Universität Hannover (Lehrstuhl Prof. U. Hansen). Nach seiner Promotion zum Dr. rer. pol und der Habilitation zum Dr. rer. pol habil. an dieser Universität übernahm er Lehraufgaben an der Universität Göttingen und der Universität Innsbruck. Mit Gründung der Wirtschaftswissenschaftlichen Fakultät wurde er auf den Lehrstuhl für Marketing nach Ingolstadt berufen. Im Jahre 1997 wechselte er auf den ersten deutschen Lehrstuhl für Dienstleistungsmanagement der gleichen Fakultät. Zwischenzeitlich lehnte er Rufe an die Universität Bremen und die Universität Hamburg ab. 2010 wurde er emeritiert. Sein Nachfolger ist Jens Hogreve.
Im Mittelpunkt des wissenschaftlichen Interesses standen Managementfragestellungen, die bei der Erstellung und Vermarktung von Dienstleistungen für interne und externe Kunden auftraten. Die Forschungsschwerpunkte lagen in den Feldern Dienstleistungsmarketing, Dienstleistungsqualität, Qualitätsmanagement im Dienstleistungsunternehmen, Management interner Dienstleistungen, Kundenbindung durch Kundenzufriedenheitsmanagement und Beschwerdemanagement. Dazu entwickelte er das Qualitative Zufriedenheitsmodell.

## Auszeichnungen
Die Wirtschafts- und Sozialwissenschaftliche Fakultät der Universität Rostock verlieh am 11. Juni 2010 Prof. Dr. Bernd Stauss die Ehrendoktorwürde. In der Urkunde heißt es zur Begründung: „Damit werden seine herausragenden Leistungen auf dem Gebiet des Dienstleistungsmanagements gewürdigt. Bernd Stauss ist Nestor einer betriebswirtschaftlich ausgerichteten Dienstleistungsforschung im deutschsprachigen Raum. Durch seine Forschungsarbeiten hat er besondere Verdienste um das Management von Kundenbeziehungen und das Qualitätsmanagement in Dienstleistungsunternehmen erworben. Mit seinem umfangreichen Schrifttum und seiner Arbeit in Gremien und Verbänden leistete er einen wesentlichen Beitrag zur Internationalisierung der deutschen Dienstleistungsforschung“.

## Publikationen (Auswahl)
- Optimiert Weihnachten. Eine Anleitung zur Besinnlichkeits-Maximierung. Gabler, Wiesbaden 2009, ISBN 978-3-8349-1895-6 (Weihnachten aus BWL-Sicht).
- als Herausgeber mit Stephen W. Brown, Bo Edvardsson, Robert Johnston: QUIS 11 – Moving Forward with Service Quality. (Proceedings of the QUIS 11 - Service Conference, June 11–14, 2009, Wolfsburg, Germany). Katholische Universität Eichstätt-Ingolstadt, Ingolstadt 2009, ISBN 978-3-00-027342-1.
- als Herausgeber mit Manfred Bruhn: Kundenintegration. Forum Dienstleistungsmanagement. Gabler, Wiesbaden 2009, ISBN 978-3-8349-1027-1.
- als Herausgeber mit Manfred Bruhn: Dienstleistungsmarken. Forum Dienstleistungsmanagement. Gabler, Wiesbaden 2008, ISBN 978-3-8349-0609-0.
- als Herausgeber mit Kai Engelmann, Anja Kremer, Achim Luhn: Services Science. Fundamentals, Challenges and Future Developments. Springer, Berlin u. a. 2008, ISBN 978-3-540-74487-0.
- als Herausgeber mit Manfred Bruhn: Wertschöpfungsprozesse bei Dienstleistungen. Gabler, Wiesbaden 2007, ISBN 978-3-8349-0341-9.
- als Herausgeber mit Manfred Bruhn: Dienstleistungscontrolling. Gabler, Wiesbaden 2005, ISBN 3-409-14315-7.
- als Herausgeber mit Manfred Bruhn: Internationalisierung von Dienstleistungen. Gabler, Wiesbaden 2005, ISBN 3-409-12664-3.
- mit Wolfgang Seidel: Complaint Management. The Heart of CRM. Thompson/South-Western, Cincinnati OH u. a. 2004, ISBN 0-324-20264-4.
- als Herausgeber mit Manfred Bruhn: Dienstleistungsinnovationen. Gabler, Wiesbaden 2004, ISBN 3-409-12418-7.
- mit Andreas Schöler: Beschwerdemanagement excellence. State of the art und Herausforderungen der Beschwerdemanagement-Praxis in Deutschland. Gabler, Wiesbaden 2003, ISBN 3-409-12383-0.
- als Herausgeber mit Manfred Bruhn: Dienstleistungsnetzwerke (= Dienstleistungsmanagement Jahrbuch. 2003). Gabler, Wiesbaden 2003, ISBN 3-409-12014-9.
- als Herausgeber mit Manfred Bruhn: Electronic Services (= Dienstleistungsmanagement Jahrbuch. 2002). Gabler, Wiesbaden 2002, ISBN 3-409-11836-5.
- als Herausgeber mit Manfred Bruhn: Interaktionen im Dienstleistungsbereich (= Dienstleistungsmanagement Jahrbuch. 2001). Gabler, Wiesbaden 2001, ISBN 3-409-11639-7.
- als Herausgeber mit Manfred Bruhn: Kundenbeziehungen im Dienstleistungsbereich (= Dienstleistungsmanagement Jahrbuch. 2000). Gabler, Wiesbaden 2000, ISBN 3-409-11538-2.
- mit Wolfgang Seidel: Beschwerdemanagement. Fehler vermeiden – Leistung verbessern – Kunden binden. Hanser, München u. a. 1996, ISBN 3-446-18219-5 (3., völlig überarbeitete und erweiterte Auflage, als: Beschwerdemanagement. Kundenbeziehungen erfolgreich managen durch Customer Care. ebenda 2002, ISBN 3-446-21967-6; 4., vollständig überarbeitete Auflage, als: Beschwerdemanagement. Unzufriedene Kunden als profitable Zielgruppe. ebenda 2007, ISBN 978-3-446-40593-6).
- als Herausgeber mit Manfred Bruhn: Dienstleistungsqualität. Konzepte, Methoden, Erfahrungen. Gabler, Wiesbaden 1991, ISBN 3-409-13655-X.